# Omignon
L'Omignon est une rivière française des départements de l'Aisne et de la Somme, dans l'ancienne région Picardie, intégrée dans celle des Hauts-de-France, et un affluent droit de la Somme.

## Géographie
Il prend sa source à Pontru dans l'Aisne à l'altitude 76 mètres, dans le bois de la Vigne. S'orientant ouest - sud-ouest, il s'écoule à travers le Vermandois, arrose Vermand, Marteville et Villévèques (commune d'Attilly). Il atteint la rive droite de la Somme à Saint-Christ-Briost et conflue sur Brie, à l'altitude 49 mètres, dans le département du même nom (Somme) après un parcours d'environ 28,6 km à 32 km. Sa largeur moyenne en eau est de 5 à 6 mètres.
L'Institut national de l'information géographique et forestière référence aussi la liaison de l'Omignon avec le canal de Saint-Quentin, à l'altitude 88 mètres, traversant alors les communes de Pontruet et Bellenglise, comme faisant partie de son "haut-cours". Il passerait alors sous l'autoroute française A26, près des aire de l'Omignon, justement, et aire de repos de la Haute Bruyère, entre les sorties 9 et 10 de cette autoroute.

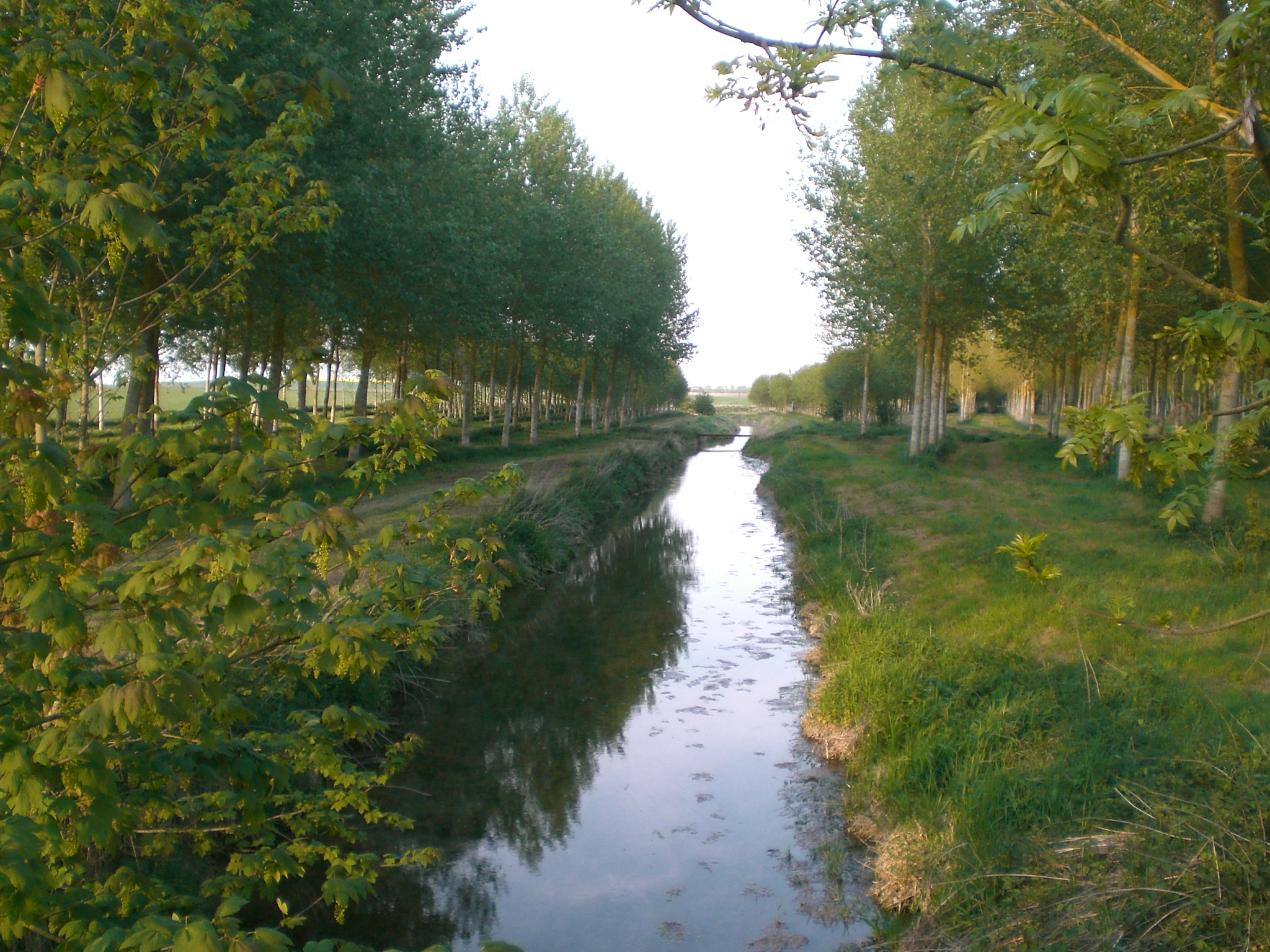
L'Omignon en 2010.

### Communes et cantons traversés
L'Omignon traverse dix-sept communes et six cantons :
- dans l'Aisne les communes suivantes - dans l'ordre amont vers aval - : Bellenglise, Pontruet, pour la partie liaison avec le canal de Saint-Quentin, Pontru (source selon IGN), Maissemy, Vermand, Attilly, Caulaincourt, Trefcon, et
- dans la Somme les communes - dans l'ordre amont vers aval - Pœuilly (au nord-est de Trefcon dans l'Aisne), Tertry, Monchy-Lagache, Estrées-Mons, Devise, Athies, Ennemain, Saint-Christ-Briost, Brie.

En termes de canton, l'Omignon prend sa source dans le canton de Bohain-en-Vermandois, traverse le canton de Saint-Quentin-1, tous les deux dans l'arrondissement de Saint-Quentin dans l'Aisne. Puis il traverse dans la Somme, les canton de Roisel, canton de Ham, canton de Nesle et conflue dans le canton de Péronne, dans l'arrondissement de Péronne.

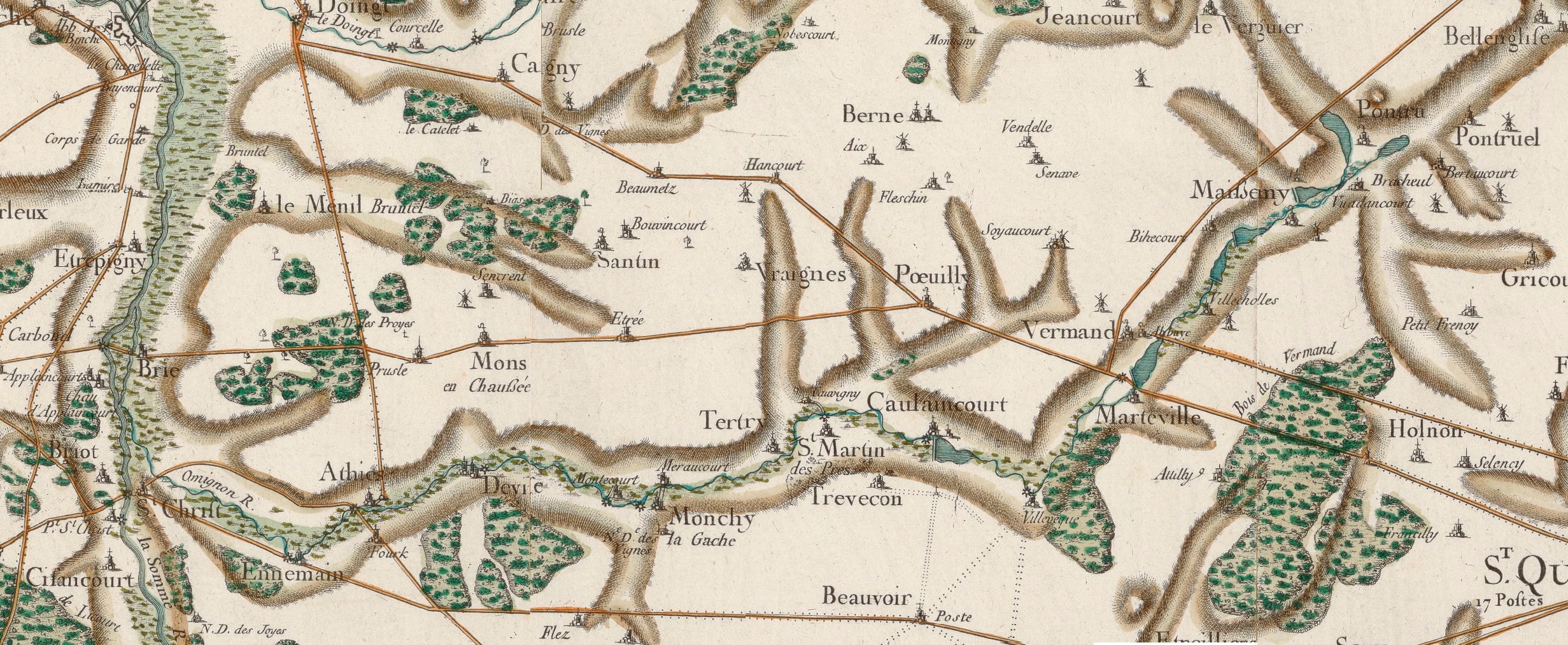
Le cours de l'Omignon au XVIIIè siècle d'après la Carte de Cassini.

La Carte de Cassini ci-dessus montre l'importance qu'a eue autrefois l'Omignon. Au cours des siècles, de nombreux villages et hameaux se sont installés dans sa vallée. La pêche dans les étangs a permis aux habitants de se nourrir. Les moulins à eau (une dizaine sur son cours dont les vestiges sont encore visibles actuellement) servirent à moudre le grain.

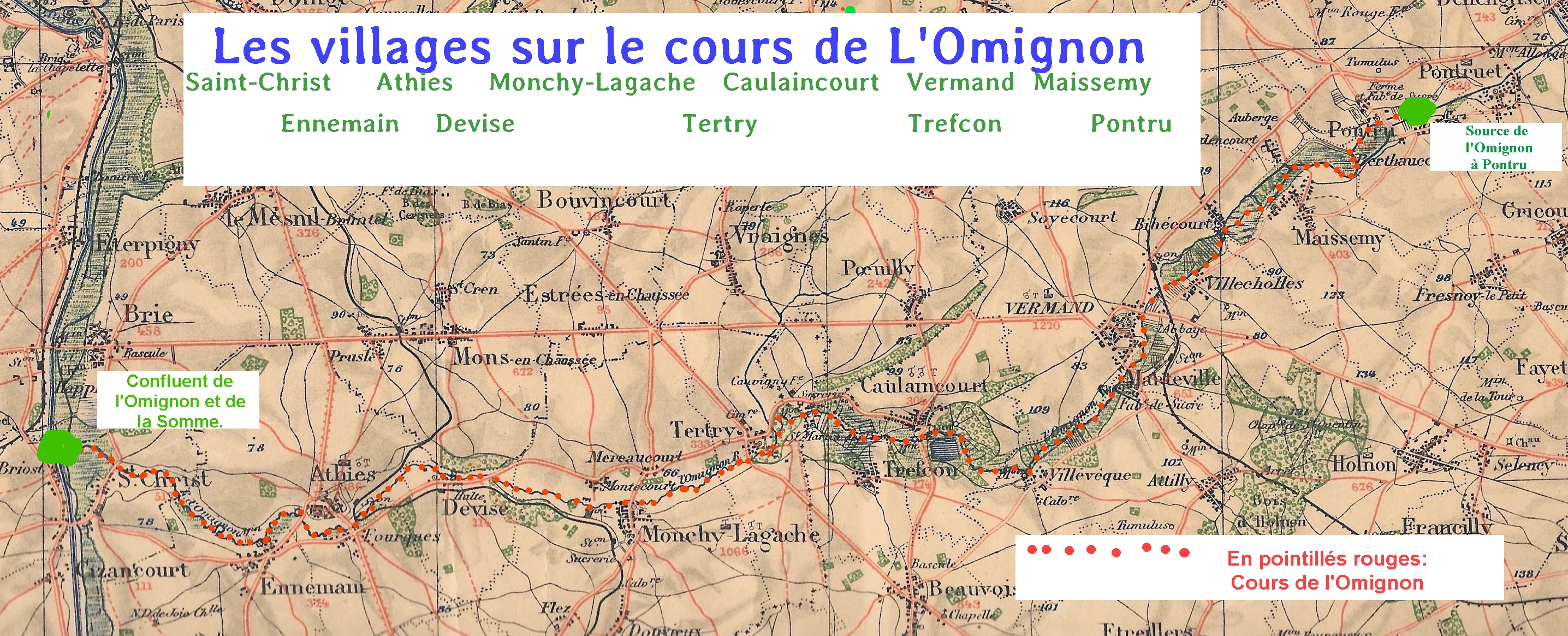
Le cours de l'Omignon sur la carte d’état-major.

### Bassin versant
L'Omignon traverse une seule zone hydrographique « Canal de la Somme l'écluse numéro 11 Froissy à l'écluse numéro 12 Méricourt » (E635).
Le bassin versant de l'Omignon est de 188 km2. Les cours d'eau voisins sont au nord la Cologne, à l'est et au sud-est la Somme, au sud-ouest la Germaine et encore la Somme à l'est.

### Organisme gestionnaire
L'organisme gestionnaire est l'AMEVA ou «syndicat mixte d'aménagement et valorisation du bassin de la Somme"». Un SAGE ou schéma d'aménagement et de gestion des eaux est en cours d'élaboration dans le cadre de la Haute Somme,.

## Affluent

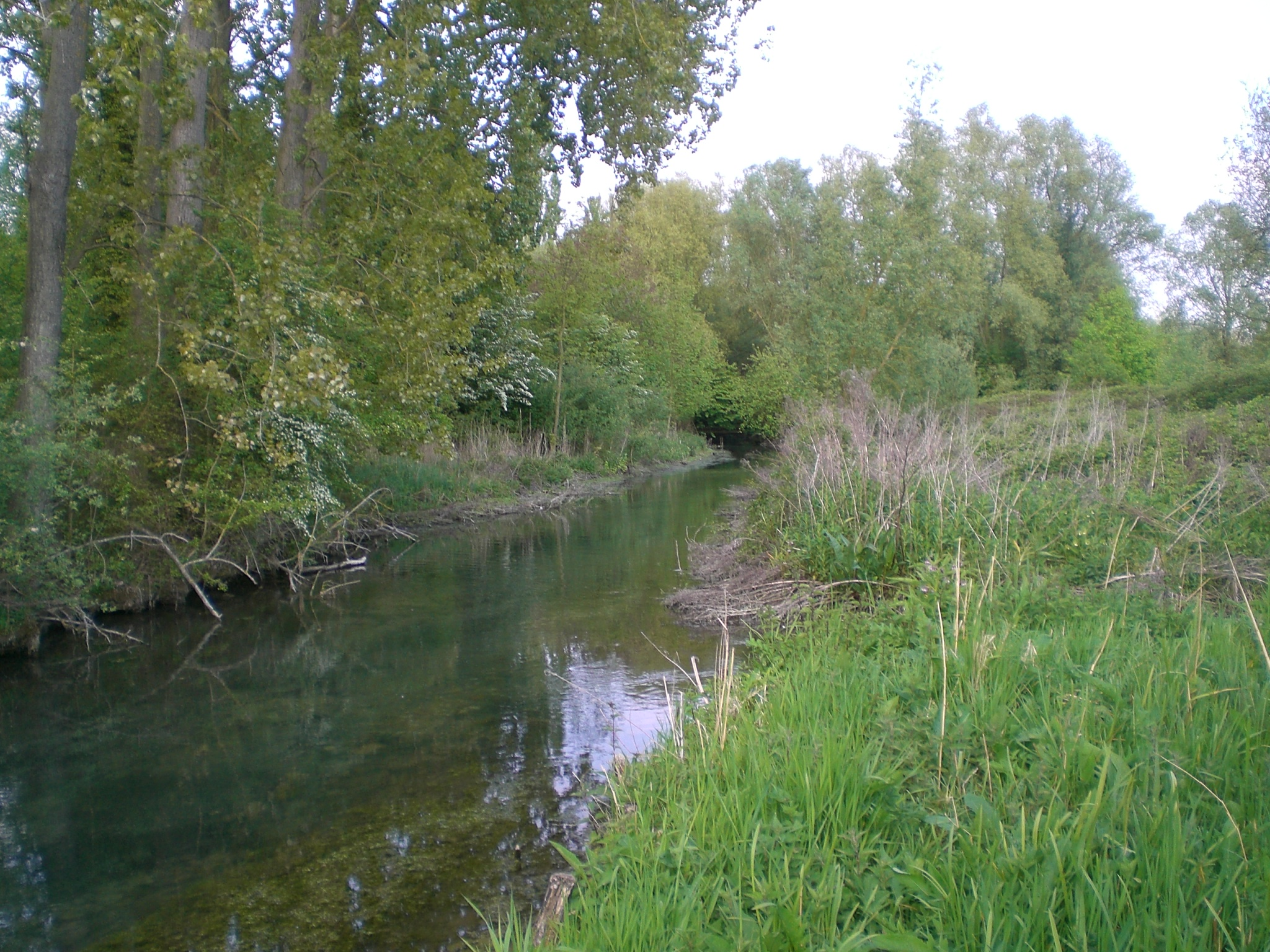
L'Omignon en 2010

L'Omignon n'a pas d'affluent contributeur référencé. Les anciens se rappellent qu'un ruisseau coulait de Hancourt à Cauvigny où il se jetait dans l'Omignon, mais dont il ne reste aucune trace aujourd'hui.

### Rang de Strahler
Le rang de Strahler de l'Omignon est donc de un.

## Hydrologie
Son régime hydrologique est dit pluvial océanique.

### L'Omignon à Saint-Christ-Briost
Le module est de 1,05 m3/s à Saint-Christ-Briost et le débit d'étiage (QMNA5) de 0,325 m3/s au même Saint-Christ-Briost, ce qui reste très confortable, puisque presque au tiers du module.

## Aménagement et écologie
L'Omignon a une station qualité des eaux de surface à Saint-Christ-Briost à l'aval de son cours, près de son confluent avec la Somme (fleuve).

### Écologie
L'Omigon traverse les deux étangs de Vermand et le marais de Caulaincourt qui sont riches et divers. Les herbiers les constituant sont favorables à la reproduction du brochet.

## L'Omignon en cartes postales anciennes

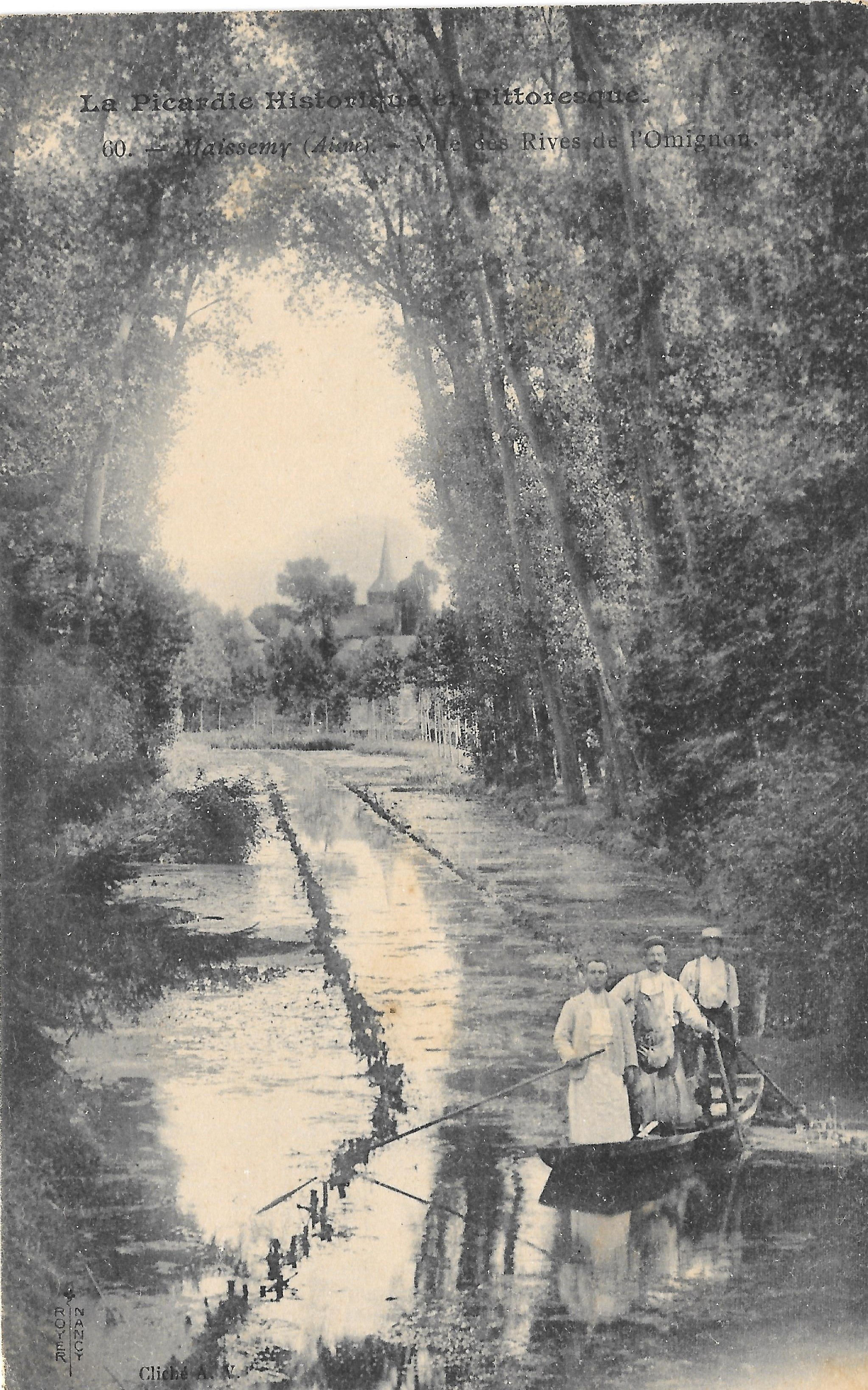
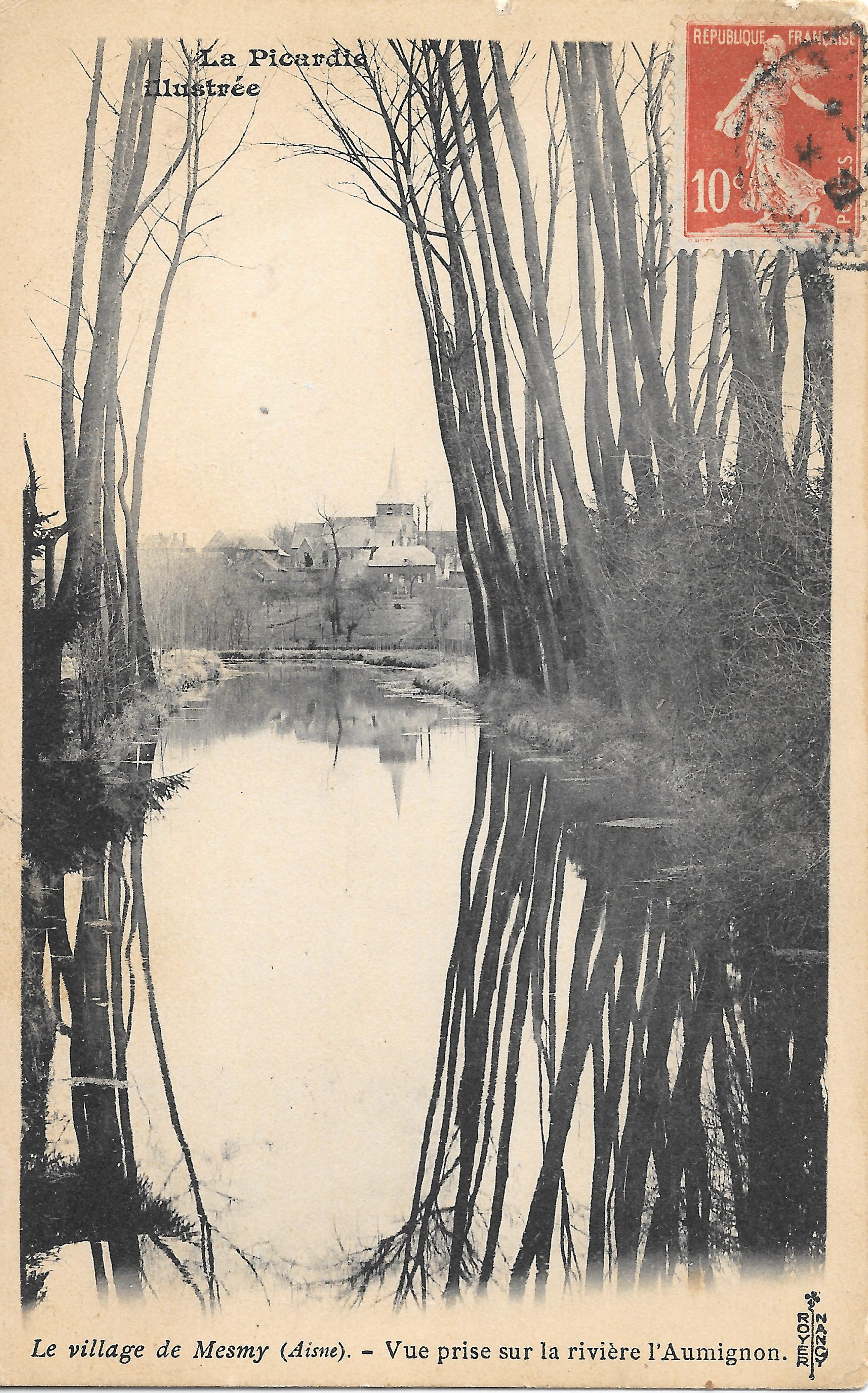
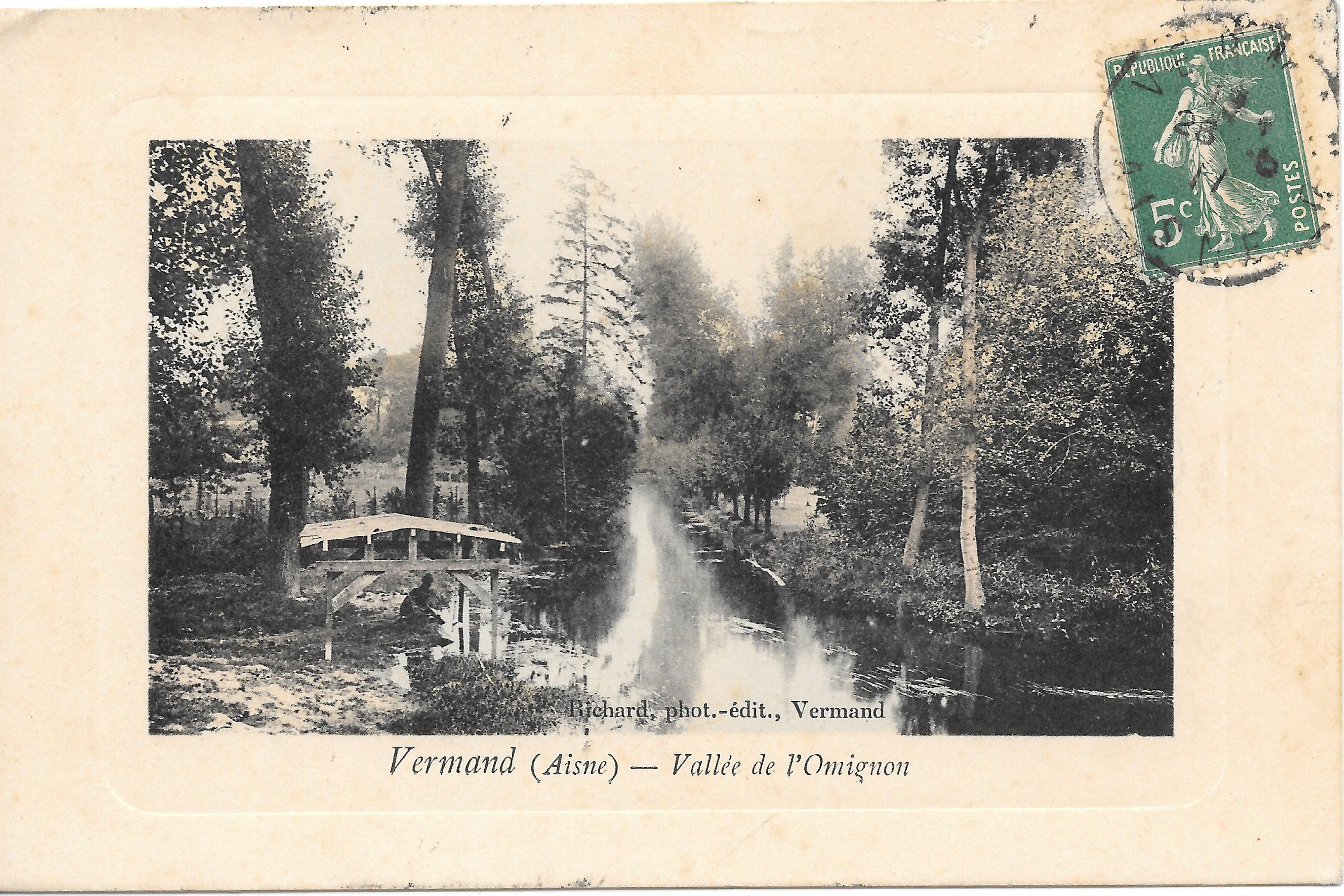
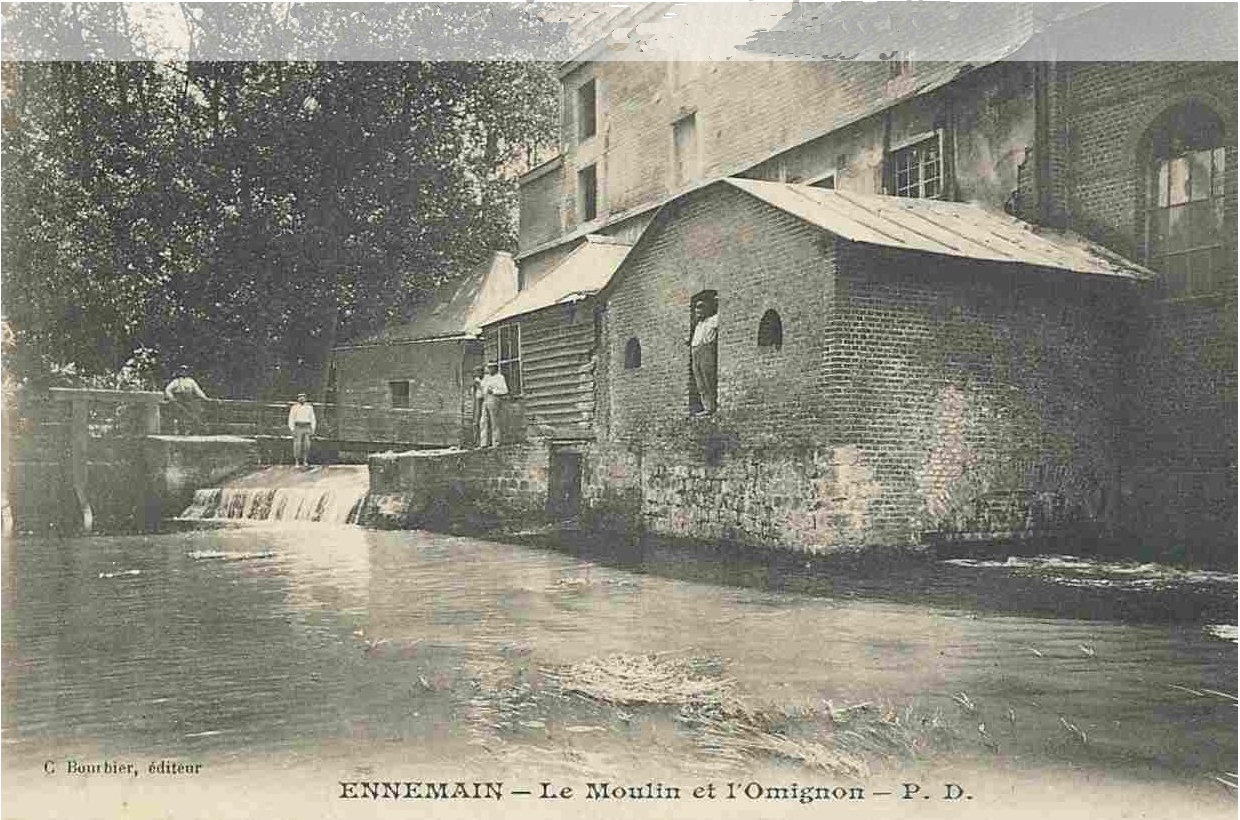
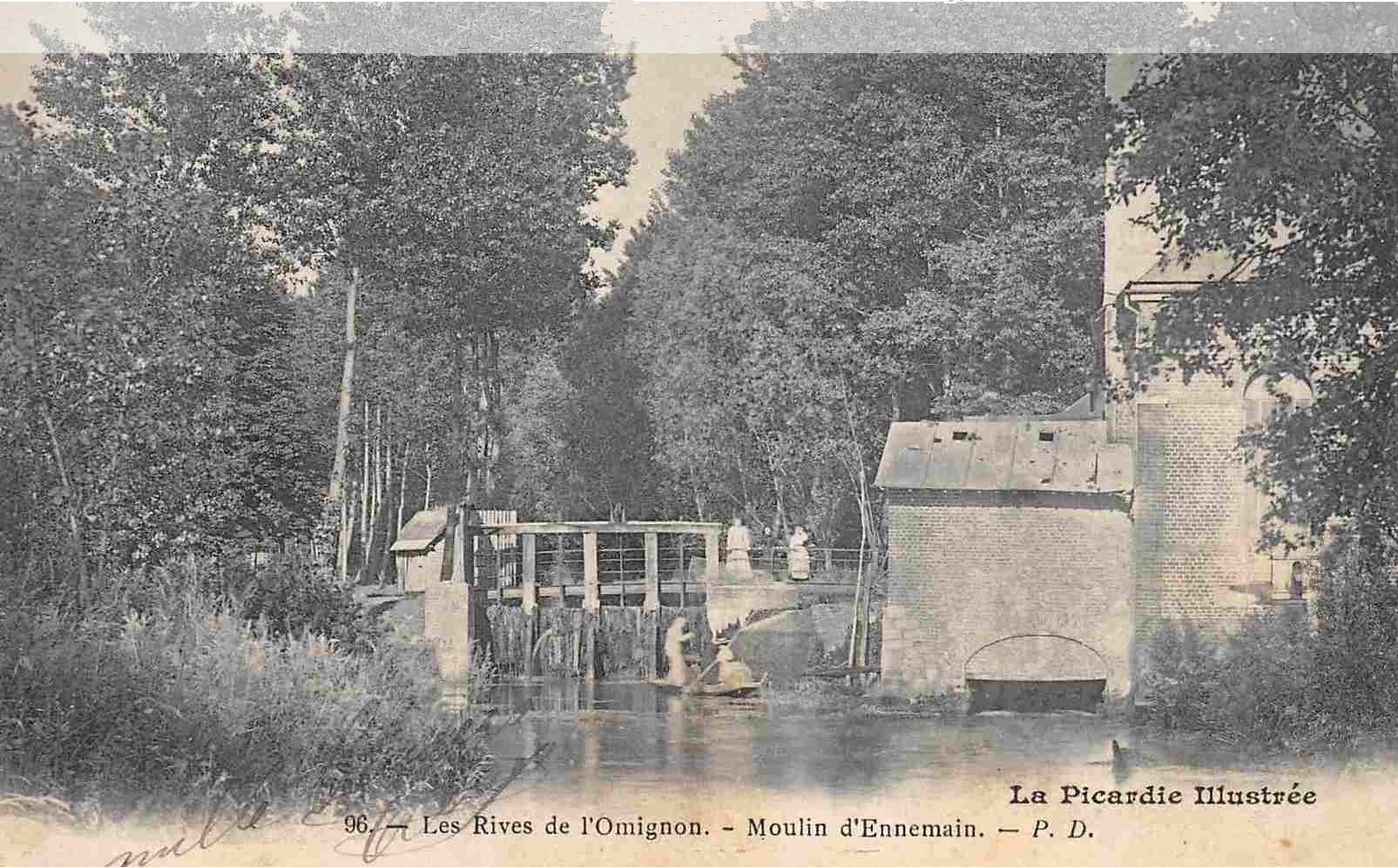